# Elecciones generales de Tanzania de 1980
Las elecciones generales de Tanzania de 1980 fueron bajo el sistema del unipartidismo. El país era un estado de partido único en ese momento, con el Chama Cha Mapinduzi como el único partido legal, luego de la fusión en 1977 de la Unión Nacional Africana de Tanganica, con sede en el continente, y el Partido Afro-Shirazi con sede en Zanzíbar, que anteriormente habían operado como los únicos partidos legales en sus áreas. Para las elecciones a la Asamblea Nacional hubo dos candidatos del mismo partido en cada una de las 106 circunscripciones, mientras que las elecciones presidenciales fueron efectivamente un referéndum sobre la candidatura del líder del CCM, Julius Nyerere. 

## Antecedentes

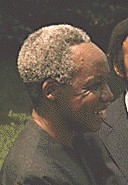
Presidente Julius Nyerere, desde la independencia de Tanganica (1965).

El país es un Estado unipartidista, donde el único partido legal es el Partido de la Revolución (CCM), que se fundó ese mismo año a través de la fusión de la Unión Nacional Africana de Tanganica (TANU) y el Partido Afro-Shirazi (ASP), partidos de gobierno en el período anterior.
El país estaba experimentado serias complicaciones económicas, a causa de la guerra contra Uganda y el gobierno de Idi Amin. La disminución de los precios de sus productos en el mercado mundial y la baja en las exportaciones industriales. El Presidente en ejercicio Julius Nyerere, había rechazado un aporte del Banco Mundial y mantuvo la economía en una escalada de deudas y centralización planificada.
Para la elección del poder legislativo, residente en la Asamblea Nacional, había dos candidatos del partido único en cada distrito electoral, mientras que en la elección presidencial se presentó la candidatura del líder de oficialista a la reelección Julius Nyerere.
Se escogieron 264 escaños parlamentarios. El Presidente era elegido a través de referéndum revocatorios, donde los ciudadanos se pronunciaban si desean la mantención del Presidente en ejercicio o buscaban otra opción dentro del único partido existente en el país.

## Resultados electorales

### Presidenciales
|  | 95,5 % |

|  | 4,5 % |

|  | 97,4 % |

|  | 2,6 % |

|  | 100,0 % |

|  | 85.9 % |

### Asamblea Nacional
|  | 100,00 % |

|  | 97,8 % |

|  | 2,1 % |

|  | 100,00 % |

|  | 84,7 % |